# Ulrich Wutzke

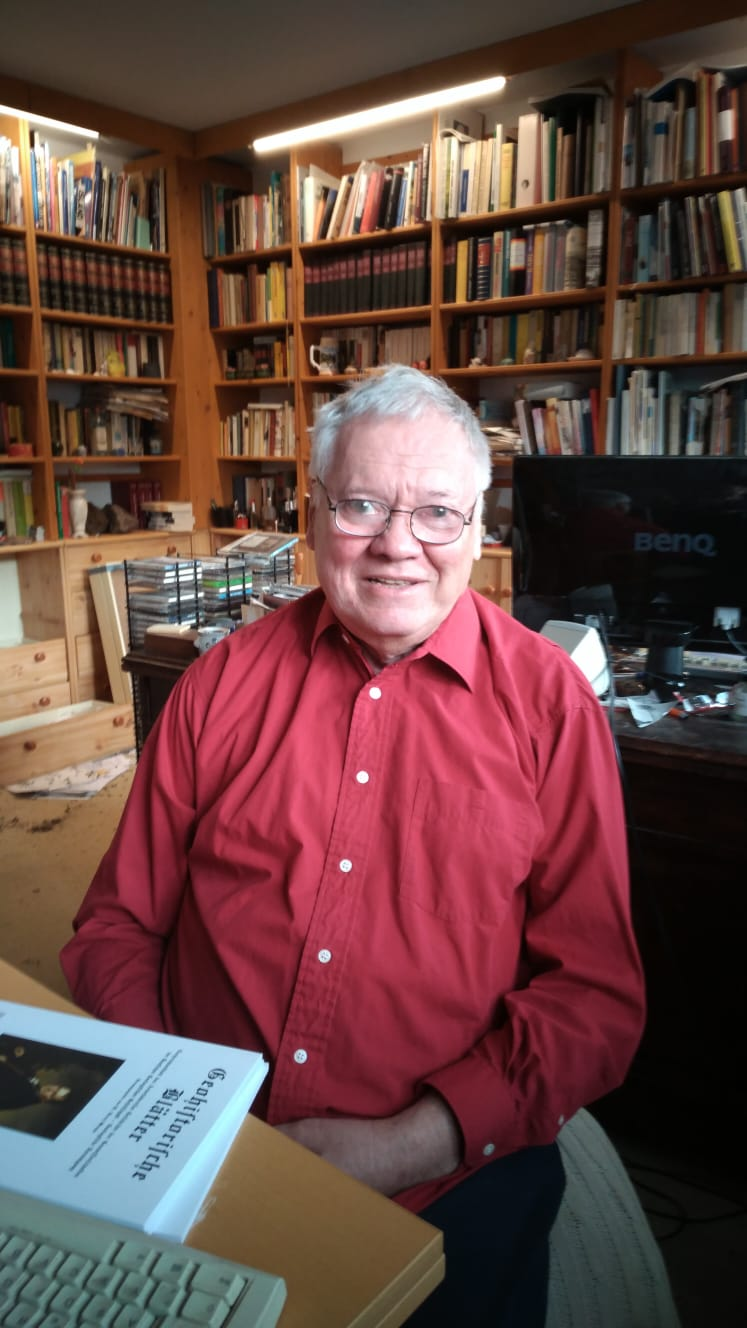
Wutzke im Februar 2019 in seinem Arbeitszimmer.

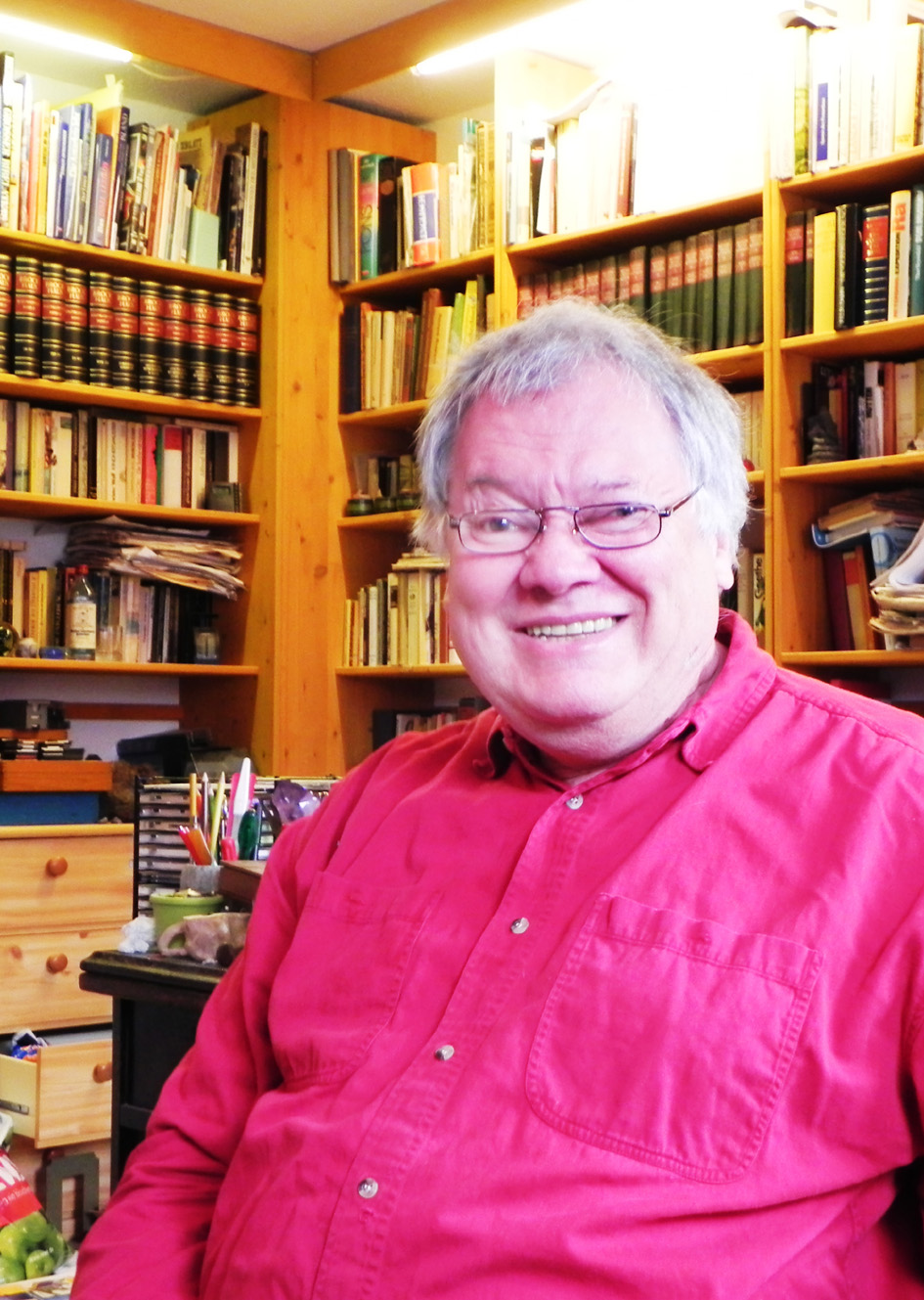
Wutzke im März 2011 in seinem Arbeitszimmer.

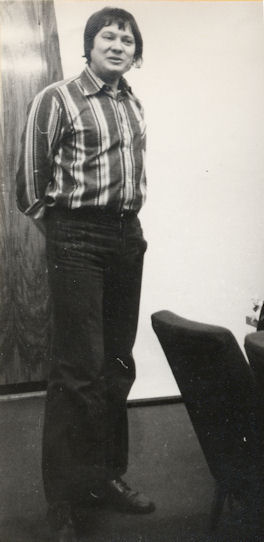
Wutzke Ende der 1970er Jahre während eines Vortrages beim Hoyerswerdaer „Freundeskreis der Künste und Literatur“ (heute: Hoyerswerdaer Kunstverein).

Ulrich Wutzke (* 13. Oktober 1946 in Berlin-Pankow) ist ein deutscher Geologe, Geologiehistoriker, Verleger und Herausgeber.

## Leben

### Herkunft, Ausbildung und Privatleben
Er kam als Sohn eines aus Ostpreußen stammenden Vaters (1918–2004) und einer in Thüringen geborenen Mutter (1927–1984) im Berliner Ortsteil Pankow zur Welt und hat mit Reinhold (* 1948) einen Bruder. Nach dem 1965 abgelegten Abitur war er ein Jahr lang in einem hydrogeologischen Erkundungsbetrieb tätig. Anschließend immatrikulierte sich Wutzke 1966 zunächst in Berlin für ein Studium der Geologie, wechselte aber bereits im Jahr darauf – im Zuge einer Umstrukturierung der DDR-Bildungslandschaft – an die Ernst-Moritz-Arndt-Universität Greifswald. Dort schloss er 1971 seine Diplomarbeit zum Thema Untersuchungen zur Isotopengeochemie des Kohlenstoffes in Fraktionen des Erdöls im Nordosten der DDR ab.
Im Jahr 2017 wurde er mit der Dissertation Alfred Wegener – Ein Leben für die Wissenschaft. Wissenschaftliches Werk zwischen Paradigmenwechsel und Apologie bei Josef-Michael Schramm und Johannes Seidl an der Universität Salzburg promoviert.
Ulrich Wutzke ist verheiratet, lebt in Ahrensfelde und hat mit Matthias (* 1973), Sebastian (* 1984) und Stephanie (* 1987) drei Kinder.

### Berufsleben
Der Einstieg ins Berufsleben gelang Wutzke 1971 beim in Berlin ansässigen Akademie-Verlag, wo er im Bereich Zeitschriftenmanagement arbeitete. 1973 wechselte er innerhalb der Stadt an das Zentrale Geologische Institut der DDR (ZGI) im Ortsteil Mitte. Dort war er mit der Herausgabe des Jahrbuches für Geologie sowie der Abhandlungen des Zentralen Geologischen Instituts betraut. Aus politisch-ideologischen Gründen wurde er jedoch 1978 entlassen und mit einem Berufsverbot belegt. 1998 erfolgte seine Anerkennung als politisch Verfolgter des SED-Regimes. Im Anschluss an die Entlassung war Wutzke als freischaffender Wissenschaftsjournalist tätig und verfasste zahlreiche Artikel über geologische Themen für die Wochenpost sowie für die Wissenschaftsseite der Berliner Zeitung. Darüber hinaus arbeitete er für die Urania und erhielt eine Anstellung als Korrekturleser beim Deutschen Verlag der Wissenschaften.
Nach der Wiedervereinigung zeichnete er in den 1990er Jahren für Satz und Layout der Fachzeitschrift Brandenburgische Geowissenschaftliche Beiträge verantwortlich, die vom Landesamt für Bergbau, Geologie und Rohstoffe Brandenburg herausgegeben wird. Seit 1998 ist er Gründungsgeschäftsführer des Verlages für Geowissenschaften Berlin und Chefredakteur der verlagseigenen Fachzeitschrift Geohistorische Blätter (2 × jährlich). Diese erschien anfangs im Auftrag des kurz zuvor von Martin Guntau gegründeten „Vereins Berlin-Brandenburgischer Geologie-Historiker ‚Leopold von Buch‘“; schon bald übernahm Wutzke die Herausgeberschaft allerdings selbst. Nachdem der Verlag 2005 die Publikationsrechte für die seit 1973 erscheinende Zeitschrift für Geologische Wissenschaften (4 × jährlich) vom Akademie-Verlag übernommen hatte, fungierte Wutzke auch hier – zunächst teilweise in Zusammenarbeit mit anderen Fachkollegen – als Chefredakteur. Anfang 2010 ging das Nachrichtenblatt zur Geschichte der Geowissenschaften des „Arbeitskreises Geschichte der Geowissenschaften“ der Deutschen Gesellschaft für Geowissenschaften (DGG) in den Geohistorischen Blättern auf, womit letztere ab ihrer 20. Ausgabe die offizielle Zeitschrift des Arbeitskreises wurden. Wutzke behielt die redaktionelle Herausgeberschaft. Seit der Fusion der DGG mit der Geologischen Vereinigung besteht der Arbeitskreis in der neuen Gesellschaft DGGV weiter, in dessen Auftrag die Geohistorischen Blätter nun von Wutzke herausgegeben werden. Zwischen 2002 und 2015 gestaltete Wutzke darüber hinaus Satz und Layout der Zeitschrift Geowissenschaftliche Mitteilungen (GMit) an – einer Gemeinschaftspublikation verschiedener deutscher geologischer Verbände.
Aufgrund einer fortschreitenden Sehbehinderung stellte Wutzke die Zeitschrift für Geologische Wissenschaften im Jahr 2019 ein. Die Geohistorischen Blätter hingegen führt er noch fort.

### Sonstiges
Er gilt als profunder Kenner des Lebens und Wirkens von Alfred Wegener und hat seit Ende der 1980er Jahre mehrere Biographien über den Wissenschaftler veröffentlicht, die zu Standardwerken wurden. Ferner leitete er zehn Jahre lang einen Freundeskreis von Geologie- und Mineralogieinteressierten in Berlin-Pankow und ist seit 1999 – unter anderem zusammen mit Celâl Şengör, Tillfried Cernajsek und Bernhard Hubmann – Gründungsmitglied der bei der Österreichischen Geologischen Gesellschaft angesiedelten „Arbeitsgruppe Geschichte der Erdwissenschaften“.
Neben seinen hauptberuflichen geologischen Tätigkeiten ist er auch an Archäologie und Altertumswissenschaften interessiert; er beschäftigt sich autodidaktisch mit ägyptischen Hieroglyphen und hielt wiederholt Lichtbildervorträge im Freiberger „Freundeskreis Alte Kulturen“.

### Ehrungen
Im Jahr 2007 benannten die Paläontologen Roger Schallreuter, Ingelore Hinz-Schallreuter, Annalisa Ferretti und Enrico Serpagli zu Ehren von Ulrich Wutzke eine auf Sardinien gefundene oberordovizische Ostrakoden-Art als Bairdia wutzkei.

## Publikationen (Auswahl)
Monographien
- Borsdorf, Karl-Heinz / Wutzke, Ulrich: Die geologische Literatur über den Harz, 1958–1975 – Harzbibliographie. In der Reihe: „Abhandlungen des Zentralen Geologischen Instituts“, № 35, Berlin, 1977.
- Wutzke, Ulrich: Der Forscher von der Friedrichsgracht. Leben und Leistung Alfred Wegeners. VEB Brockhaus, Leipzig, 1988, ISBN 978-3-325-00173-0.
- Wutzke, Ulrich: Durch die weiße Wüste. Leben und Leistungen des Grönlandforschers und Entdeckers der Kontinentaldrift Alfred Wegener. Edition Petermann, Gotha, 1997, ISBN 978-3-623-00354-2.
- Wutzke, Ulrich: Alfred Wegener. Kommentiertes Verzeichnis der schriftlichen Dokumente seines Lebens und Wirkens. In der Reihe: „Berichte zur Polarforschung“, 288. Band, Alfred-Wegener-Institut, Bremerhaven, 1998.Eprint bei AWI.de
- Wutzke, Ulrich: Klima, Krater, Kontinente. Das Leben des Grönlandforschers und Entdeckers der Kontinentaldrift Alfred Wegener. Verlag für Geowissenschaften, Berlin, 2015, ISBN 978-3-9814603-0-8.

Beiträge in Sammelwerken
- Wutzke, Ulrich: Auf den Spuren von Alfred Wegener. Geohistorische Exkursion zur GeoBerlin 2015. In: GeoBerlin 2015. Dynamische Erde – Von Alfred Wegener bis heute und in die Zukunft. Exkursionsführer (= Exkursionsführer und Veröffentlichungen der Deutschen Gesellschaft für Geowissenschaften, Heft 255), Seiten 103–112.
- Wutzke, Ulrich: Alfred Wegener. In: Historische Kommission bei der Bayerischen Akademie der Wissenschaften (Hrsg.): Neue Deutsche Biographie. 27. Band, Duncker & Humblot, Berlin, 2020, ISBN 978-3-428-11208-1, Seiten 544–546.

Herausgeberschaft
- Wutzke, Ulrich (Hrsg.): Alfred Wegener: Mit Motorboot und Schlitten in Grönland. „Deutsche Grönland-Expedition Alfred Wegener“. Edition Erdmann, Lenningen 2014, ISBN 978-3-86539-866-6. Reprint der Erstausgabe von 1930.